# Convenience Store Boy Friends
Convenience Store Boy Friends (コンビニカレシ?, Konbini kareshi) è un progetto multimediale giapponese sviluppato dal B's Log Comic di Kadokawa in collaborazione con Lawson. Il progetto è iniziato nel 2015 con una serie di light novel scritta da Tsukuba e illustrata da Makoto Sensaki e pubblicata da Enterbrain sotto l'etichetta Enterbrain Mook. Un adattamento anime, prodotto da Pierrot, ha iniziato la trasmissione televisiva in Giappone il 6 luglio 2017.

## Trama
È primavera, gli studenti cominciano a riprendere ritmi e routine del nuovo anno scolastico. I primini Haruki Mishima e Tōre Honda sono entusiasti di essere finalmente alle superiori; mentre Nasa Sanagi, l'unico membro del club di cucina, cerca di coltivare la sua passione, nata alle medie, seguendo un percorso tematico affidatogli dal prof. supervisore. Natsu Asumi, al secondo anno, è un po' maturato, rispetto all'anno precedente, e cerca di tenere a freno la sua impudenza, ciò nonostante ha deciso di continuare a rimanere single; Mikado Nakajima e Masamuna Sakurakoji, i senpai del terzo anno, vegliano su di lui. Tutti questi ragazzi hanno una cosa in comune: dopo la scuola, sulla via di casa, si fermano allo stesso konbini. Ognuno di loro lo ha sempre fatto per motivi diversi: per mangiare un gelato dopo le attività del club; per comprare l'ultima uscita della rivista specializzata di videogiochi; per comprare degli ingredienti per cucinare; per incontrare egli amici; per comprare merendine o bevande al cioccolato. Il minimarket è diventato un posto famigliare in cui incontrarsi, rilassarsi e creare tanti piccoli ricordi. Ma da questa primavera i motivi che li portano al minimarket cambiano: l'amore sarà la calamita che li attrarrà verso il konbini.

## Personaggi

### Protagonisti
Haruki Mishima (三島 春来?, Mishima Haruki)
Doppiato da: Takuma Terashima
Towa Honda (本田 塔羽?, Honda Towa)
Doppiato da: Kenichi Suzumura
Mikado Nakajima (中島 帝?, Nakajima Mikado)
Doppiato da: Shinnosuke Tachibana
Nasa Sanagi (佐名木 凪瑳?, Sanagi Nasa)
Doppiato da: Yūki Kaji
Natsu Asumi (明日 海夏?, Asumi Natsu)
Doppiato da: Hiroshi Kamiya
Masamune Sakurakouji (櫻小路 正宗?, Sakurakōji Masamune)
Doppiato da: Takahiro Sakurai

### Eroine
Miharu Mashiki (真四季 みはる?, Mashiki Miharu)
Doppiata da: Sayaka Kanda
Mami Mihashi (三橋 真珠?, Mihashi Mami)
Doppiata da: Rie Kugimiya
Waka Kisaki (木崎 和架?, Kisaki Waka)
Doppiata da: Yukari Tamura
Nozomi Itokawa (糸川 希未?, Itokawa Nozomi)
Doppiata da: Ami Koshimizu
Aki Asukai (飛鳥井 愛姫?, Asukai Aki)
Doppiata da: Yui Horie
Kokona Minowa (弥後環 九?, Minowa Kokona)
Doppiata da: Miyuki Sawashiro

## Media

### Anime
Annunciato il 19 aprile 2017 sull'account Twitter ufficiale del progetto, un adattamento anime, prodotto da Pierrot e diretto da Hayato Date, ha iniziato la messa in onda il 6 luglio 2017. La composizione della serie è stata affidata a Sayaka Harada, mentre la colonna sonora è stata composta da Hanae Nakamura, Natsumi Tabuchi e Takashi Ōmama. Le sigle di apertura e chiusura sono rispettivamente Stand up now dei Cellchrome e Milestone (マイルストーン?, Mairusuton) dei Orange Post Reason. In tutto il mondo, ad eccezione dell'Asia, gli episodi sono stati trasmessi in streaming in simulcast, anche coi sottotitoli in lingua italiana, da Crunchyroll. L'anime segue l'innamoramento di ciascuno dei ragazzi, la sua vita quotidiana e i suoi sentimenti, fino al momento in cui raccoglierà il coraggio necessario per dichiararsi all'amata.

#### Episodi
| Nº | Titolo italiano Giapponese 「Kanji」 - Rōmaji | In onda           | In onda |
| Nº | Titolo italiano Giapponese 「Kanji」 - Rōmaji | Giapponese        |         |
| 1  | Utsuki - Aprile 「卯月」 - Uzuki              | 6 luglio 2017     |         |
| 2  | Satsuki - Maggio 「皐月」 - Satsuki           | 13 luglio 2017    |         |
| 3  | Minazuki - Giugno 「水無月」 - Minazuki       | 20 luglio 2017    |         |
| 4  | Fumizuki - Luglio 「文月」 - Fumizuki         | 27 luglio 2017    |         |
| 5  | Hazuki - Agosto 「葉月」 - Hazuki             | 3 agosto 2017     |         |
| 6  | Nagatsuki - Settembre 「長月」 - Nagatsuki    | 17 agosto 2017    |         |
| 7  | Kannazuki - Ottobre 「神無月」 - Kannazuki    | 24 agosto 2017    |         |
| 8  | Shimotsuki - Novembre 「霜月」 - Shimotsuki   | 31 agosto 2017    |         |
| 9  | Shiwasu - Dicembre 「師走」 - Shiwasu         | 7 settembre 2017  |         |
| 10 | Mutsuki - Gennaio 「睦月」 - Mutsuki          | 14 settembre 2017 |         |
| 11 | Kisaragi - Febbraio 「如月」 - Kisaragi       | 21 settembre 2017 |         |
| 12 | Yayoi - Marzo 「弥生」 - Yayoi                | 28 settembre 2017 |         |